# Велюс, Норбертас
Но́рбертас Алекса́ндрович Велюс (лит. Norbertas Vėlius; 1 января 1938, Гулбес, Шилальский район, Литва — 23 июня 1996, Вильнюс) — литовский этнограф и фольклорист, исследователь литовской мифологии, писатель. Доктор филологических наук, профессор.

## Биография
В 1947—1954 годы учился в средней школе Лаукувы. В 1957—1962 годы изучал литовский язык и литературу в Вильнюсском университете. С первого курса (в 1957 году) начал собирать литовский фольклор, впоследствии доведя коллекцию до 30 000 единиц.
В 1962—1989 годы работал в Институте литовской литературы и фольклора литовской Академия наук. В 1984 году был назначен научным консультантом Энциклопедии советской Литвы.
В 1989 году защитил докторскую диссертацию «Хтонический мир в литовской мифологии». В том же году был награждён Государственной наградой Литвы. Начал работать в отделе антропологии университета Витовта Великого в Каунасе, где позже заведовал кафедрой Этнографии и фольклора. В том же году был приглашен в США, и читал доклад «Lietuvių etninė kultūra Vytauto Didžiojo universitete» на VI Чикагском симпозиуме литовской науки и творчества.
В 1990 году стал главным научным сотрудником Института литовской литературы и фольклора. Получил награду имени фольклориста Матаса Сланчяускас за коллекцию фольклора.
В 1992 году получил звание профессор. В течение многих лет Н. Велюс преподавал курсы фольклора в Шяуляйском университете, в университете Витовта Великого, в академии музыки и художеств.
Входил в Литовской научный совет; был членом правления в совете Института литовской литературы и фольклора литовской Академии; членом сената в университете Витовта Великого и в Каунасском университете; членом редколлегии журналов «Lituanistika», «Наука и Литва» и «Liaudies kultūra»; председателем квалификационной комиссии Литовского научного совета. По его инициативе были созданы этнографические общества «Lietuvių etninės kultūros draugija» и «Etninės kultūros globos taryba».
Похоронен на Антакальнисском кладбище.

## Экспедиции и монографии
Велюс активное участвовал в общественных этнографических мероприятиях, организации экспедиций, собирал и записывал фольклор не только в Литве, но и в России, Белоруссии, Польше — в селах, где жили литовцы. Из собранных вместе с соавторами материалов опубликовал монографии: «Zervynos» (1964), «Ignalinos kraštas» (1966), «Dieveniškės» (1969), «Merkinė» (1970), «Dubingiai» (1971), «Kernavė» (1972), «Dubičiai» (1989), «Gervėčiai» (1989), «Lietuvininkų kraštas» и «Lietuvininkų žodis» (1995), «Lydos krašto lietuviai» (т. 1-2, 2002) и другие.
В 1993 году за экспедиции и монографии награждён премией имени Йонаса Басанавичюса.

## Известные публикации
- Mitinės lietuvių sakmių būtybės (Вильнюс, 1977).
- Стадо вяльняса = Velnio banda (1981)[3]
- Senovės baltų pasaulėžiūra (1983).
- Chtoniškasis lietuvių mitologijos pasaulis (Вильнюс, 1987).
- Baltų religijos ir mitologijos šaltiniai, в 4 томах (Вильнюс, 1996—2005).

Составил и опубликовал ряд книг по фольклору и мифологии:
- Lietuvių tautosaka (1967).
- Senelių pasakos (1972).
- Šiaurės Lietuvos pasakos (1974).
- Laumių dovanos: Lietuvių mitologinės sakmės (Вильнюс, 1979). Русское издание: «Цветок папоротника: литовские мифологические сказания» (1989)[4], английское: Lithuanian mythological tales (1998).
- Čiulba ulba sakalas (1985).
- Sužeistas vėjas (1987).